# Кабельная линия

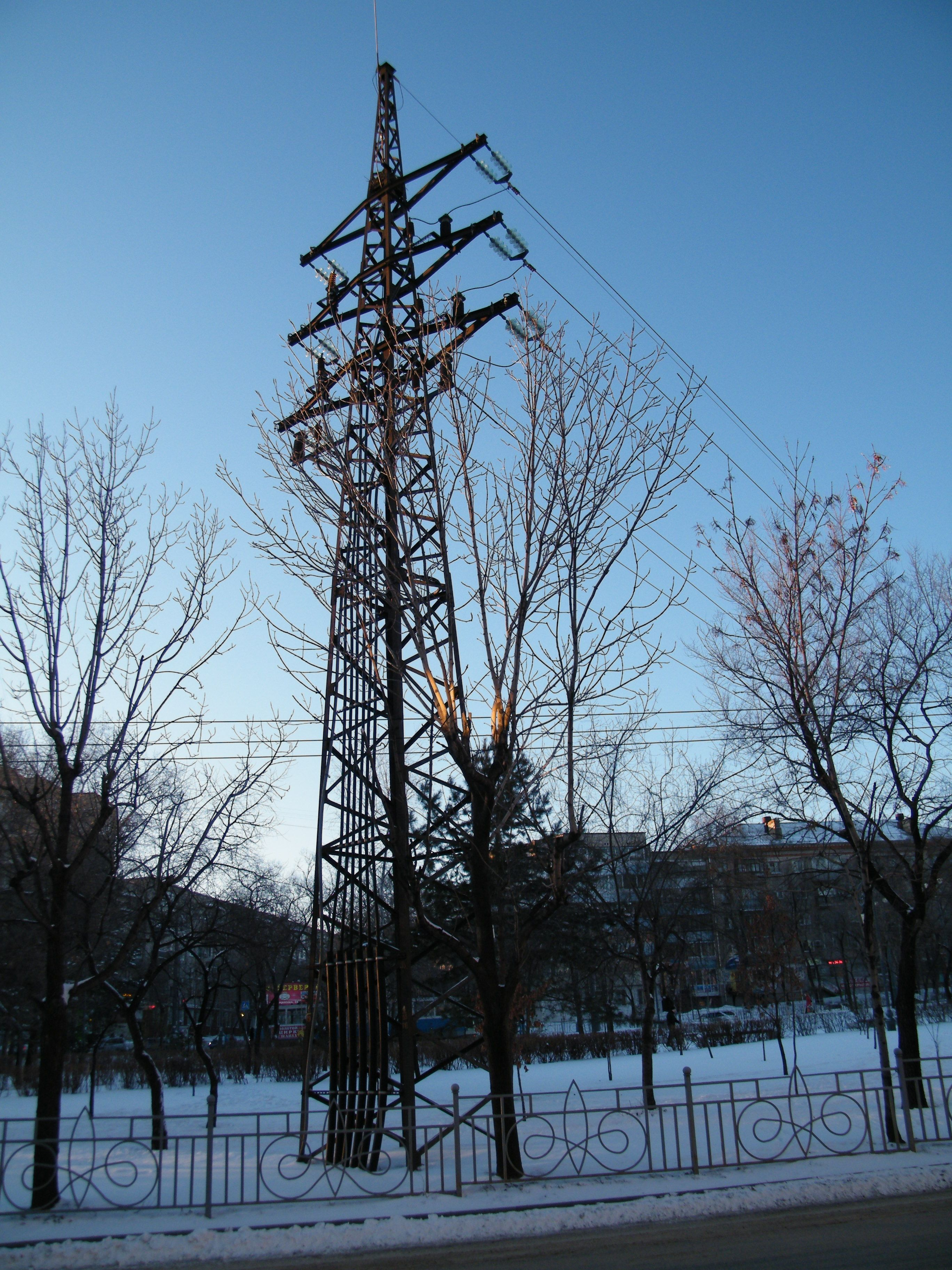
Переход воздушной ЛЭП в подземную (кабельную) ЛЭП

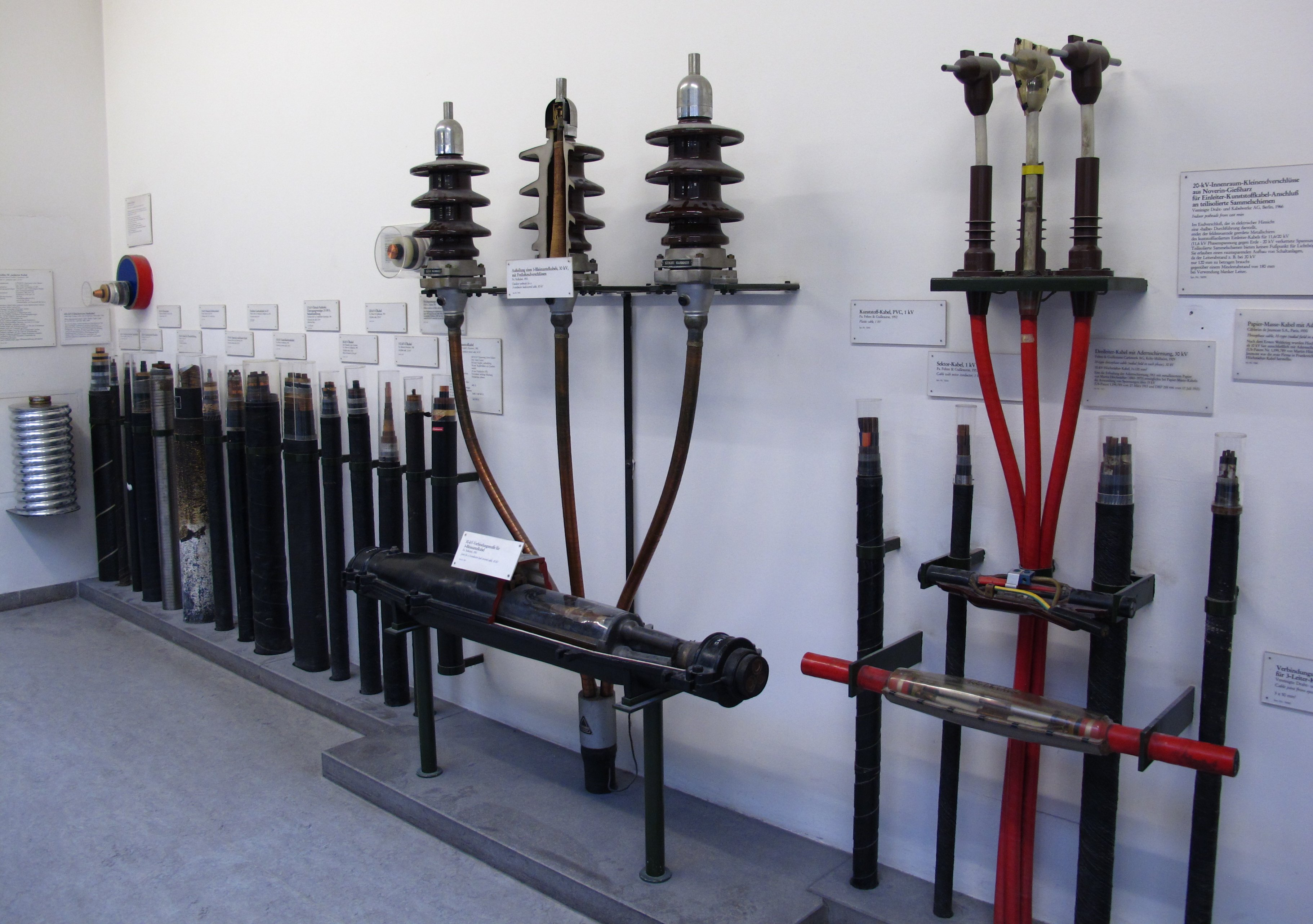
Кабельные линии с муфтами в музее

## Определения в стандартах и правилах
Кабельная линия — линия для передачи электроэнергии или отдельных импульсов её, состоящая из одного или нескольких параллельных кабелей с соединительными, стопорными и концевыми муфтами (заделками) и крепёжными деталями, а для маслонаполненных кабельных линий, кроме того, с подпитывающими аппаратами и системой сигнализации давления масла.— Межотраслевые правила по охране труда (Правила безопасности) при эксплуатации электроустановок ПОТ Р М-016-2001.
Такое же определение приведено в «Правилах устройства электроустановок»
В НПБ 242-97 дается то же определение, но приводится термин Кабельная электрическая линия.

Кабельная линия — линия, предназначенная для передачи электроэнергии, отдельных её импульсов или оптических сигналов и состоящая из одного или нескольких параллельных кабелей (проводов, токопроводов) с соединительными, стопорными и конечными муфтами (уплотнениями) и крепежными деталями проложенная, согласно требованиям технической документации в коробах, гибких трубах, на лотках, роликах, тросах, изоляторах, свободным подвешиванием, а также непосредственно по поверхности стен и потолков и в пустотах строительных конструкций или другим способом.— ГОСТ Р 53316-2009 Кабельные линии. Сохранение работоспособности в условиях пожара. Метод испытания п. 3.1

Кабельная линия электропередачи — линия электропередачи, выполненная одним или несколькими кабелями, уложенными непосредственно в землю, кабельные каналы, трубы, на кабельные конструкции.— ГОСТ 24291-90 Электрическая часть электростанций и электрической сети
Данное определение ГОСТ распространяет на электрическую часть электростанций и электрическую сеть (совокупность подстанций, распределительных устройств и соединяющих их линий электропередачи).
ГОСТ 19431-84 «Энергетика и электрификация. Термины и определения», действующий на всю область энергетики и электрификации указывает, что необходимые и достаточные признаки понятия содержатся в буквальном значении термина и определения не дает.
Если линия выполнена кабелями с сечением фазных жил до 16 мм² с резиновой или пластмассовой изоляцией в металлической, резиновой или пластмассовой оболочке, то она относится к электропроводкам.

## Конструирование, монтаж и специальное применение
Правила устройства электроустановок предусматривают кабельные силовые линии напряжением до 220 кВ. Кабельные линии от 220 кВ до 500 кВ выполняются по специальным проектам.
Монтаж кабельных линий происходит с применением специальной техники — натяжных гидравлических машин (лебедок), методом протягивания кабеля за трос-лидер по роликам через траншею или по лоткам, либо же напрямую через заранее заложенную трубу
.